# Kecel
Kecel är en mindre stad i Ungern med 8 376 invånare (2019).

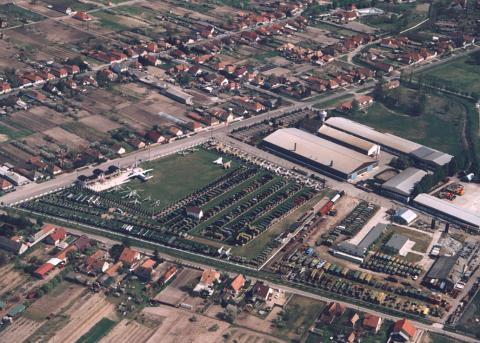
Flygbild över Kecel.